# Karl Jasmund
Karl Jasmund (* 19. Januar 1913 in Hagenow; † 4. November 2003 in Köln) war ein deutscher Mineraloge, der als einer der Pioniere der Ton-Mineralogie in Deutschland gilt.
Jasmund war der Sohn eines Kaufmanns und studierte ab 1931 Chemie, Physik und Mathematik an der Universität Rostock und wollte zunächst Lehrer werden. Nach dem Lehrer-Staatsexamen 1937 studierte er Mineralogie in Rostock (sowie in Wien, Marburg und Hamburg) und wurde 1939 bei Carl Wilhelm Correns in Rostock promoviert (Über den Mineralbestand einiger Kaoline unter besonderer Berücksichtigung der kolloiden Größenordnungen) über Kaoline einer Lagerstätte in Rønne auf Bornholm. Er folgte Correns nach Göttingen, und Correns holte ihn auch 1943 aus seinem Wehrdienst als Leutnant bei der Feldartillerie an der Ostfront für kriegswichtige Arbeiten (Erdöl, Materialien für Düsentriebwerke, Synthese piezoelektrischer Minerale und von Glimmer) nach Göttingen. 1952 habilitierte er sich in Göttingen und 1956 wurde er Professor für Mineralogie und Petrographie an der Universität zu Köln. Er baute das Institut neu auf, richtete ein öffentlich zugängliches Mineralogisches Museum ein und war 1965 bis 1967 Dekan der Fakultät. 1980 wurde er emeritiert, blieb aber wissenschaftlich aktiv.

## Arbeitsgebiete
Er befasste sich insbesondere mit der Mineralogie von Tonmineralien, wobei er ein Pionier in der Anwendung von  Röntgenbeugungstechniken auf Tone war. Dafür entwickelte er eine spezielle Kamera (Jasmund-Kamera), die die Identifizierung der Minerale in einer Tonprobe erheblich beschleunigte. Später befasste er sich mit den kolloidalen Eigenschaften von Tonen. Außerdem befasste er sich mit Kristallisation aus unter- und überkritische Lösungen und den Phasenbeziehungen von Silikaten bei hohen Drucken und Temperaturen und baute in Köln ein entsprechendes Labor auf. Er untersuchte außerdem mit seinen Schülern die vulkanischen Gesteine in der weiteren Umgebung von Köln (Eifel, Westerwald, Siebengebirge) und die Sandsteine des Kölner Doms und deren Verwitterung. Zuletzt noch als Emeritus befasste er sich mit den Allophanen.

## Ehrungen
- 1969 bis 1973 war er Vorsitzender der Arbeitsgemeinschaft Tonminerale, aus der 1972 die Deutsche Ton- und Tonmineralgruppe (DTTG) hervorging.
- 1981 wurde er Ehrenmitglied der Deutschen Bodenkundlichen Gesellschaft.
- Die Universität zu Köln ehrte ihn 1983 anlässlich seines 70. Geburtstages mit einem Festkolloquium.
- 1983 erhielt er auf dem Festkolloquium die Abraham-Gottlob-Werner-Medaille der Deutschen Mineralogischen Gesellschaft.
- 1969 wurde das Mineral Jasmundit nach ihm benannt[1].
- Der seit 1989 vergebene Karl-Jasmund-Preis der DTTG ist nach ihm benannt.

## Schriften
- Herausgeber mit Gerhard Lagaly: Tonminerale und Tone, Struktur, Eigenschaften, Anwendungen und Einsatz in Industrie und Umwelt, Darmstadt, Steinkopff 1993
- Die silicatischen Tonminerale, Verlag Chemie, Weinheim 1951